# Ion Timofte
Ion Timofte (ur. 16 grudnia 1967 w Aninie) – piłkarz rumuński grający na pozycji bocznego pomocnika.

## Kariera klubowa
Piłkarską karierę Timofte rozpoczynał w rodzinnej Aninie w klubie Minerul Anina. W 1988 roku przeszedł do drugoligowej CSM Reșița, a już w 1989 był zawodnikiem Politehniki Timișoara. W lidze zadebiutował 23 sierpnia w przegranym 1:2 meczu z Bihorem Oradea. W Politehnice był czołowym strzelcem i w sezonie 1989/1990 zdobył 9 goli, a w 1990/1991 - 10.
W 1991 roku Timofte wyjechał do Portugalii. Został zawodnikiem FC Porto i już w pierwszym sezonie wywalczył miejsce w podstawowym składzie. Zdobył 9 bramek w lidze i 2 w Pucharze Zdobywców Pucharów oraz wywalczył tytuł mistrza Portugalii. W sezonie 1992/1993 wystąpił w Lidze Mistrzów, a w lidze zdobywając 12 goli przyczynił się do obrony tytułu mistrzowskiego przez Porto. Natomiast w 1994 roku został wicemistrzem Portugalii.
Latem 1994 Timofte przeszedł do lokalnego rywala FC Porto, Boavisty. Tam, podobnie jak w poprzednim klubie, był członkiem wyjściowej jedenastki. W 1996 roku zajął 4. pozycję w Superlidze, a w 1997 roku wywalczył z Boavistą Puchar Portugalii. W sezonie 1998/1999 był najlepszym strzelcem zespołu (15 goli) i został wicemistrzem Portugalii. W sezonie 1999/2000 wystąpił w fazie grupowej Ligi Mistrzów, a latem 2000 zakończył karierę.
| Sezon   | Klub                  | Kraj       | Rozgrywki | Mecze | Bramki |
| ------- | --------------------- | ---------- | --------- | ----- | ------ |
| 1988/89 | Minerul Anina         | Rumunia    | Divizia C | ?     | ?      |
| 1988/89 | CSM Reșița            | Rumunia    | Divizia B | ?     | ?      |
| 1989/90 | Politehnica Timișoara | Rumunia    | Divizia A | 32    | 9      |
| 1990/91 | Politehnica Timișoara | Rumunia    | Divizia A | 33    | 10     |
| 1991/92 | FC Porto              | Portugalia | Superliga | 25    | 9      |
| 1992/93 | FC Porto              | Portugalia | Superliga | 23    | 12     |
| 1993/94 | FC Porto              | Portugalia | Superliga | 21    | 4      |
| 1994/95 | Boavista Porto        | Portugalia | Superliga | 24    | 4      |
| 1995/96 | Boavista Porto        | Portugalia | Superliga | 24    | 7      |
| 1996/97 | Boavista Porto        | Portugalia | Superliga | 19    | 1      |
| 1997/98 | Boavista Porto        | Portugalia | Superliga | 31    | 10     |
| 1998/99 | Boavista Porto        | Portugalia | Superliga | 32    | 15     |
| 1999/00 | Boavista Porto        | Portugalia | Superliga | 16    | 0      |

## Kariera reprezentacyjna
W reprezentacji Rumunii Timofte zadebiutował 3 kwietnia 1991 roku w zremisowanym 0:0 towarzyskim meczu ze Szwajcarią. W swoim drugim występie w kadrze dwa tygodnie później zdobył gola, a Rumunia wygrała 2:0 z Hiszpanią. Karierę reprezentacyjną zakończył w 1995 roku. W kadrze narodowej wystąpił 10 razy i zdobył 1 gola.